# Królestwo Serbów, Chorwatów i Słoweńców na Letnich Igrzyskach Olimpijskich 1924
Królestwo Serbów, Chorwatów i Słoweńców na Letnich Igrzyskach Olimpijskich 1924 w Paryżu reprezentowało 38 zawodników. Reprezentacja zdobyła dwa złote medale. Dodatkowo w Konkursie Sztuki i Literatury uczestniczyło 4 zawodników.

## Medale
| Medal | Zawodnik     | Dyscyplina | Konkurencja         |
| ----- | ------------ | ---------- | ------------------- |
| Złoto | Leon Štukelj | Gimnastyka | Wielobój            |
| Złoto | Leon Štukelj | Gimnastyka | Ćwiczenia na drążku |

## Zawodnicy

### Gimnastyka
- Leon Štukelj

Wielobój - 1. miejsce
Skok przez konia - 4. miejsce
Poręcze - 20. miejsce
Drążek - 1. miejsce
Kółka - 4. miejsce
Koń z łękami - 10. miejsce
Wspinanie po linie - 10. miejsce
Skok przez konia wszerz - 17. miejsce
- Janez Porenta

Wielobój - 20. miejsce
Skok przez konia - 6. miejsce
Poręcze - 41. miejsce
Drążek - 44. miejsce
Kółka - 21. miejsce
Koń z łękami - 18. miejsce
Wspinanie po linie - 6. miejsce
Skok przez konia wszerz - 19. miejsce
- Stane Žilič

Wielobój - 29. miejsce
Skok przez konia - 39. miejsce
Poręcze - 37. miejsce
Drążek - 28. miejsce
Kółka - 28. miejsce
Koń z łękami - 38. miejsce
Wspinanie po linie - 5. miejsce
Skok przez konia wszerz - 34. miejsce
- Stane Derganc

Wielobój - 30. miejsce
Skok przez konia - 26. miejsce
Poręcze - 40. miejsce
Drążek - 58. miejsce
Kółka - 27. miejsce
Koń z łękami - 6. miejsce
Wspinanie po linie - 24. miejsce
Skok przez konia wszerz - 5. miejsce
- Miha Oswald

Wielobój - 36. miejsce
Skok przez konia - 28. miejsce
Poręcze - 57. miejsce
Drążek - 42. miejsce
Kółka - 23. miejsce
Koń z łękami - 37. miejsce
Wspinanie po linie - 24. miejsce
Skok przez konia wszerz - 38. miejsce
- Stane Hlastan

Wielobój - 44. miejsce
Skok przez konia - 62. miejsce
Poręcze - 36. miejsce
Drążek - 38. miejsce
Kółka - 38. miejsce
Koń z łękami - 36. miejsce
Wspinanie po linie - 66. miejsce
Skok przez konia wszerz - 4. miejsce
- Rastko Poljšak

Wielobój - 45. miejsce
Skok przez konia - 61. miejsce
Poręcze - 57. miejsce
Drążek - 47. miejsce
Kółka - 50. miejsce
Koń z łękami - 42. miejsce
Wspinanie po linie - 45. miejsce
Skok przez konia wszerz - 58. miejsce
- Jože Primožič

Wielobój - 47. miejsce
Skok przez konia - 49. miejsce
Poręcze - 34. miejsce
Drążek - 48. miejsce
Kółka - 55. miejsce
Koń z łękami - 51. miejsce
Wspinanie po linie - 47. miejsce
Skok przez konia wszerz - 45. miejsce
- Leon Štukelj, Janez Porenta, Stane Žilič, Stane Derganc, Miha Oswald, Stane Hlastan, Rastko Poljšak, Jože Primožič - wielobój drużynowo - 4. miejsce

### Jeździectwo
- Vladimir Seunig - ujeżdżenie - 24. miejsce

### Kolarstwo
- Ðuro Ðukanović - wyścig indywidualny - 35. miejsce
- Josip Kosmatin - wyścig indywidualny - 37. miejsce
- Koloman Sović - wyścig indywidualny - 41. miejsce
- Milan Truban - wyścig indywidualny - 50. miejsce
- Ðuro Ðukanović, Josip Kosmatin, Koloman Sović, Milan Truban - 10. miejsce

### Lekkoatletyka
- Stane Perpar - 200 metrów - odpadł w eliminacjach
- Veljko Narančić

Pchnięcie kulą - 13. miejsce
Rzut dyskiem - 18. miejsce
- Aleksa Spahić - pięciobój - 24. miejsce
- Peroslav Ferković - dziesięciobój - 18. miejsce
- Ðuro Gašpar - dziesięciobój - nie ukończył

### Piłka nożna
- Dragutin Vrđuka, Dušan Petković, Emil Perška, Eugen Dasović, Emil Plazzeriano, Janko Rodin, Mare Marjanović, Rudolf Rupec, Dragutin Babić, Stjepan Vrbančić, Vladimir Vinek - 17. miejsce

### Pływanie
- Vlado Smokvina - 100 metrów st. dowolnym - odpadł w eliminacjach
- Atilije Venturini - 400 metrów st. dowolnym - odpadł w eliminacjach
- Đuro Senđerđi - 400 metrów st. dowolnym - odpadł w eliminacjach
- Ante Roje - 1500 metrów st. dowolnym - odpadł w eliminacjach
- Ivo Arčanin, Ante Roje, Vlado Smokvina, Atilije Venturini - 4 × 200 metrów st. dowolnym - odpadli w eliminacjach
- Ivo Pavelić - 200 metrów st. klasycznym - odpadł w eliminacjach

### Tenis
- Aleksander Ðurđenski - indywidualnie - 61. miejsce

### Zapasy
- Nikola Grbić - waga średnia, styl klasyczny - 5. miejsce
- Stevan Nađ - waga lekkociężka, styl klasyczny - 12. miejsce